# Märzenschnecke
Die Märzenschnecke (Zebrina detrita), auch Weiße Turmschnecke, Zebraschnecke oder Kaiserstuhlschnecke bezeichnet, ist eine auf dem Land lebende Schneckenart aus der Familie der Vielfraßschnecken (Enidae). Die Familie wird zur Unterordnung der Landlungenschnecken (Stylommatophora) gerechnet.

## Merkmale
Das Gehäuse erreicht eine Adultgröße von 12 bis 25 mm Höhe und einen Durchmesser von 8 bis 12 mm. Es ist im Umriss langgestreckt-kegelförmig und rechtsgewunden. Es besitzt 6,5 bis 7 Windungen. Die Windungen sind nur schwach gewölbt. Es gibt bei gleicher Höhe relativ schlanke und relative bauchige Exemplare. Die Mündung ist ohrförmig und oben zugespitzt. Der Mündungsrand ist nur leicht verdickt und im Spindelbereich leicht umgebogen.
Die Oberfläche ist dickschalig glänzend. Auf den ersten Windungen kommen auch Spiralstreifen vor. Die Grundfarbe ist meist weißlich und cremefarben. Meistens sind die Exemplare mit hell-, dunkel- bis rötlichbraunen Querstreifen versehen, die aber unregelmäßig auf der Oberfläche angeordnet sind. Die Schale ist recht dick und festwandig.
Der Weichkörper ist gelblich-grau bis hellgrau gefärbt. Bei sinkenden Temperaturen im Spätherbst wird der Weichkörper etwas dunkler, im Frühjahr bei steigender Temperatur wieder etwas heller.

## Geographische Verbreitung und Lebensraum
Das Verbreitungsgebiet reicht von Süd- und Südostfrankreich über Süddeutschland und Tschechien bis nach Ungarn, Bulgarien und der Türkei. Auch in Südengland gibt es einige kleinere Vorkommen. In Deutschland liegt die Nordgrenze etwa auf Höhe des Harzes. In den Alpen kann sie bis auf 1600 m ansteigen. Die Märzenschnecke ist inzwischen auch in andere Regionen der Welt verschleppt worden.
Die Märzenschnecke bevorzugt sonnige und trockene Standorte auf Kalkböden, wie z. B. Magerrasen, Weinberge und trockene Wiesen.

## Lebensweise

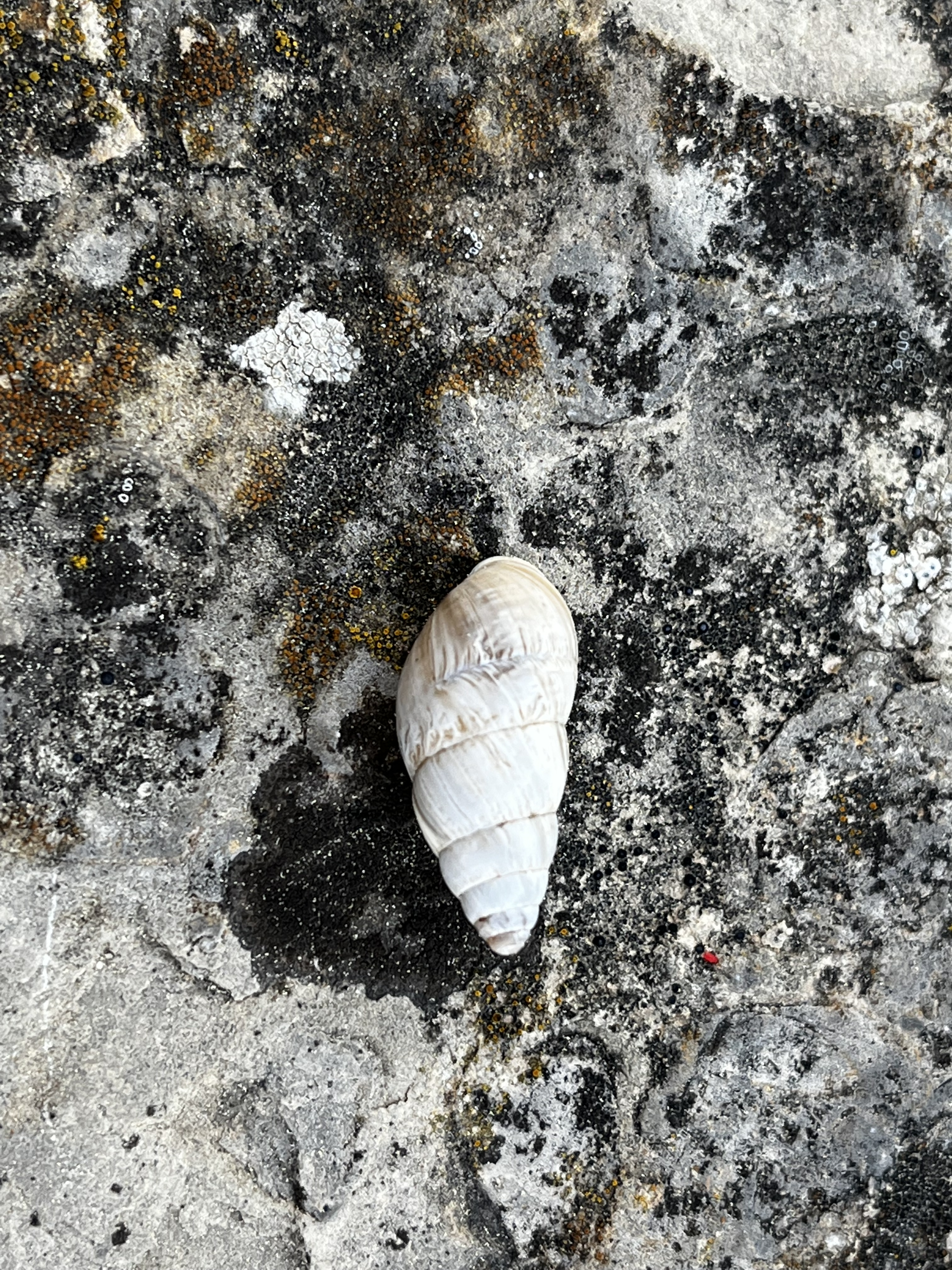
Märzenschnecke (Zebrina detrita) im Trockenschlaf

Bedingt durch die Trockenheit ihrer Lebensräume sind meist zwei Fortpflanzungsperioden zu beobachten. Die erste im April/Mai und die zweite im Spätsommer/Frühherbst. In Süddeutschland beobachteten Friederike Kunz und Angelika Kobel-Lamparski, dass die Jungtiere nur im Herbst schlüpften, was auf nur eine Fortpflanzungsperiode hindeutet. Die Kopulationen finden nach feuchter Witterung statt, im Frühjahr nach den ersten warmen Regentagen. Die Kopulation dauert etwa eine Stunde und kann mehrmals stattfinden. Etwa 10 bis 20 Tage nach der Kopulation werden 16 bis 68 Eier in lockerer Erde vergraben; die Eier kommen meist einzeln zu liegen, d. h. die einzelnen Eier eines Geleges sind durch Erde von den anderen getrennt. Die Eier sind kugelig, weißlich und haben einen Durchmesser von 2,0 bis 2,4 mm. Nach 27 bis 36 Tagen Entwicklungszeit schlüpfen die Jungen. Sie ernähren sich zunächst von modernden Pflanzenteilen, die älteren Tiere fressen auch welke Pflanzenteile. Die Tiere sind mit etwa 2 bis 2½ Jahren ausgewachsen und geschlechtsreif. Sie können fünfeinhalb Jahre alt werden.
Bei längeren Trockenphasen fallen die Tiere in eine Trockenruhe. Man kann sie oft in großer Zahl angeheftet an Pflanzenteilen, Ästen, Blättern oder Stängeln finden. Die Art ist häufig Zwischenwirt für den Kleinen Leberegel (Dicrocoelium dendriticum).

## Taxonomie und Nomenklatur
Die Art wurde von Otto Friedrich Müller als Helix detrita im Jahre 1774 erstmals wissenschaftlich beschrieben. Es existieren mindestens fünf Synonyme. Jungbluth und von Knorre schlagen als deutschen Trivialnamen den Begriff Weiße Turmschnecke vor, auch Große Turmschnecke wird von manchen Autoren verwendet. Weitere neuere Vorschläge sind Zebraschnecke oder auch Weiße Vielfraßschnecke. Letztere zwei Namen haben jedoch noch keine Verbreitung gefunden. Da der Name Turmschnecke bereits für marine Schnecken (Turmschnecken = Turritellidae) reserviert ist, wird hier der von Jungbluth und von Knorre empfohlene Name nicht verwendet und stattdessen auf den vor allem in der älteren Literatur gebräuchlichen Namen Märzenschnecke zurückgegriffen. Er ist zudem einer der wenigen volkstümlichen Namen innerhalb der Landschnecken.
Die Art wird von manchen Autoren in vier Unterarten unterteilt, Z. detrita detrita (O. F. Müller), Z. detrita cilica Kobelt, Z. detrita inflata Kobelt und Z. detrita major Westerlund. Die genauen Verbreitungsgebiete dieser Unterarten sind jedoch unklar.

## Gefährdung
Die Märzenschnecke wird in Deutschland und Österreich als stark gefährdet angesehen.

## Belege

### Online
- AnimalBase